# تنور یرلیسو
تنور یرلیسو لاپا (انگلیسی: Tennur Yerlisu Lapa؛ متولد ۲ نوامبر ۱۹۶۶) تکواندوکار ترک و قهرمان سابق جهان و اروپا در رشته تکواندو است. او مربی تیم ملی زنان ترکیه بود. در حال حاضر، وی مدرس علوم ورزشی است.
وی در ۲ نوامبر ۱۹۶۶ در کلن در یک خانواده ترک در آلمان متولد شد. تنور یرلیسو بین سالهای ۱۹۸۵ تا ۱۹۸۹ در دانشکده ادبیات دانشگاه استانبول در رشته آلمان‌شناسی تحصیل کرد. در سال ۱۹۹۳، وی مدرک کارشناسی ارشد تربیت بدنی و ورزش را از دانشگاه مرمره دریافت کرد. در سال ۱۹۹۴، یرلیسو پایان‌نامه دکترای خود را در زمینه سازماندهی و مدیریت ورزشی در دانشگاه غازی آغاز و در سال ۱۹۹۹ عنوان دکترای خود را دریافت کرد.